# Кучилья Гранде

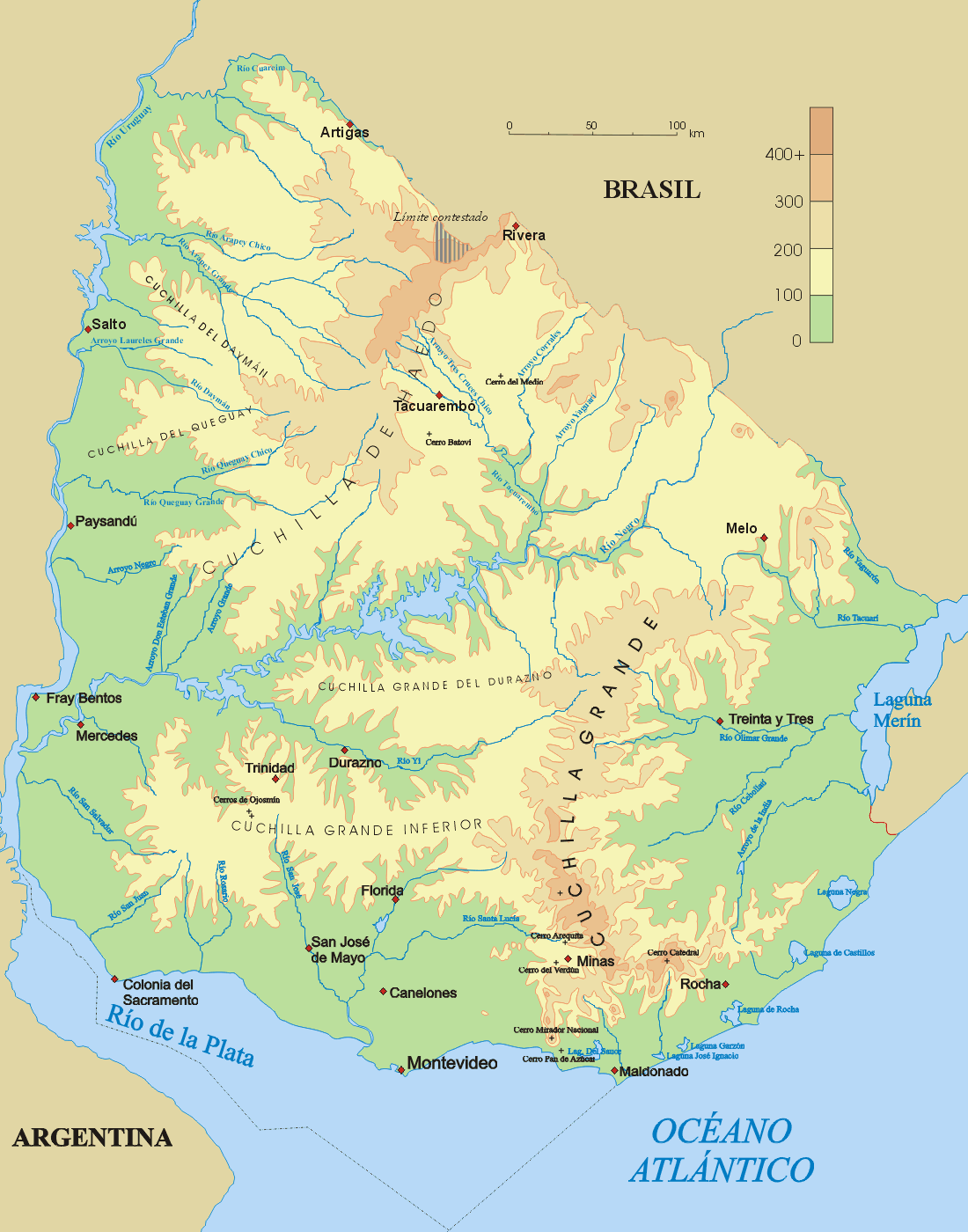
Фізична карта Уругвая

Кучилья-Гранде (ісп. Cuchilla Grande) — височина в департаменті Мальдонадо, на сході Уругваю. Розділяє басейни річки  Уругвай і озера Мірим. Складена гранітами. На височині знаходиться гора Серро-Катедрал висотою 514 метрів — найвища точка країни. Рослинність — субтропічна савана, місцями вічнозелені і листопадні ліси і чагарники.

## Особливості
У південній частині цього хребта знаходиться найвищий пункт країни — Серро-Катедрал. Цей пагорб розташований у департаменті Мальдонадо.
До цього хребта також належить гора Серро-Пан-де-Асукар, яка теж розташована в департаменті Мальдонадо, поблизу міста Піріаполіс.

## Гори і пагорби на території височини
- Кучилья-де-Мансавілагра
- Сьєрра-Карапе
- Сьєрра-Ацеква
- Сьєрра-де-лас-Анімас
- Кучилья-Гранде-Нижча
- Кучилья-де-Керро-Ларго